# 日置谷村
日置谷村（ひおきだにそん）は、鳥取県気高郡にあった自治体である。1896年（明治29年）3月31日までは気多郡に属した。

## 概要
現在の鳥取市青谷町奥崎・青谷町蔵内・青谷町善田・青谷町大坪・青谷町養郷に相当する。日置川中・下流域に位置した。
藩政時代には鳥取藩領の気多郡日置中郷（ひおきなかのごう）に属する山崎村・養郷村・奥谷村・大坪村・蔵内村、および日置下郷（ひおきしものごう）に属する大平田村・小平田村があった。

## 沿革
- 弘化4年（1847年） - 大平田村が善積村と改称。明治3年（1870年）政府に届出[1]。
- 1876年（明治9年）8月21日 - 島根県の管轄となる。
- 1877年（明治10年）5月22日 - 奥谷村と山崎村が合併して奥崎村となる。善積村と小平田村が合併して善田村となる[1]。
- 1881年（明治14年）9月12日 - 鳥取県再置。
- 1883年（明治16年）3月 - 早牛村（後の日置村大字早牛）に置かれた気多郡第五連合戸長役場の管轄区域となる。なお善田村のみ同第六連合戸長役場（青谷村）の管轄区域となる[1]。
- 1889年（明治22年）10月1日 - 町村制の施行により、蔵内村・善田村・大坪村・奥崎村・養郷村が合併して村制施行し、気多郡日置谷村が発足。旧村名を継承した5大字を編成し、役場を奥崎村に設置[1][2]。
- 1896年（明治29年）4月1日 - 郡制の施行により、高草郡・気多郡の区域をもって気高郡が発足し、気高郡日置谷村となる。
- 1915年（大正4年）1月1日 - 「日置谷村大字◯◯村」から大字の「村」を削除し、「日置谷村大字◯◯」と改称[3]。
- 1923年（大正12年）3月10日 - 役場位置を大字奥崎295番地に変更[4]。
- 1933年（昭和8年）10月15日 - 役場位置を大字奥崎字坂ノ谷297番地ノ2に変更[5]。
- 1953年（昭和28年）7月1日 - 青谷町（初代）・勝部村・中郷村と合併し、改めて青谷町（2代）が発足。同日日置谷村廃止[6]。

## 行政

### 歴代村長
| 代         | 氏名       | 就任年月日             | 退任年月日                | 備考                   |
| ---------- | ---------- | ---------------------- | ------------------------- | ---------------------- |
| 初         | 尾崎芳三郎 | 1889年（明治22年）11月 | 1897年（明治30年）11月    |                        |
| 2          | 山根雅智   | 1897年（明治30年）12月 | 1898年（明治31年）10月    |                        |
| 3          | 山根金蔵   | 1898年（明治31年）10月 | 1906年（明治39年）11月    |                        |
| 4          | 宮本国蔵   | 1906年（明治39年）12月 | 1910年（明治43年）12月    |                        |
| 5          | 尾崎勝平   | 1911年（明治44年）1月  | 1912年（大正元年）9月     |                        |
| 6          | 山根定栄   | 1912年（大正元年）10月 | 1916年（大正5年）6月      |                        |
| 7          | 谷口米蔵   | 1916年（大正5年）8月   | 1917年（大正6年）3月      |                        |
| 8          | 尾崎長保   | 1917年（大正6年）7月   | 1921年（大正10年）7月     |                        |
| 9          | 中田玉平   | 1921年（大正10年）9月  | 1925年（大正14年）9月     |                        |
| 10         | 谷口節蔵   | 1925年（大正14年）10月 | 1929年（昭和4年）10月     |                        |
| 11         | 山根定栄   | 1929年（昭和4年）10月  | 1933年（昭和8年）10月     |                        |
| 12         | 木村民蔵   | 1933年（昭和8年）10月  | 1941年（昭和16年）10月    |                        |
| 13         | 中田玉平   | 1941年（昭和16年）10月 | 1946年（昭和21年）11月    | 合併後、青谷町長に就任 |
| 14         | 前家寛二   | 1947年（昭和22年）4月  | 1951年（昭和26年）4月     |                        |
| 15         | 山本寿延   | 1951年（昭和26年）4月  | 1953年（昭和28年）6月30日 |                        |
| 参考文献 - |            |                        |                           |                        |

## 教育
- 日置谷村立日置谷小学校（後の鳥取市立日置谷小学校、2007年閉校）
- 中郷村外三か村学校組合立山西中学校（1947年4月 - 1948年3月）：中郷村大字亀尻257番地に中郷村・勝部村・日置村・日置谷村の組合立として創設。しかし4ヶ村の組合立が地域的に困難であることから2ブロックに分かれることになり、1年で閉校した[1]。
- 日置村日置谷村学校組合立山西第二中学校（1948年4月以降）：奥崎370番地1に所在。合併後に青谷町日置村学校組合立、さらに日置村合併後に青谷町立となる。1958年（昭和33年）9月30日統合により新・青谷中学校となり閉校、同第二校舎となる[1]。

## 交通
- 最寄りの駅：青谷駅